# 11-es busz (Zalaegerszeg)
A zalaegerszegi 11-es jelzésű autóbusz a Vasútállomástól indulva körjáratként közlekedik a Csertán Sándor utca és Ola érintésével. A vonalat a Volánbusz üzemelteti.

## Útvonala
| Vasútállomás → Csertán Sándor utca → Ola → Vasútállomás |
| --- |
| Vasútállomás vá. – Zrínyi Miklós utca – Hunyadi János utca – Göcseji út – Csertán Sándor utca – Landorhegyi út – Platán sor – Ola utca – Rákóczi Ferenc utca – Kazinczy tér – Széchenyi tér – Kossuth Lajos utca – Zrínyi Miklós utca – Vasútállomás vá. |

## Megállóhelyei
| 0  | Vasútállomás induló végállomás |                                                                                         |
| 2  | Kórház (Göcseji út)            | 1, 1U, 1Y, 3, 3Y, 5U, 8, 8E, 9U, 10, 10Y, 11A, 11Y, 41, C1                              |
| 3  | Városi fürdő (Göcseji út)      | 8, 8E, 10, 10C, 10Y, 11A, 11Y, 26, 30, 30A, 30C, 48, C1, C2, C4                         |
| 5  | Köztemető (Göcseji út)         | 10, 10C, 10E, 11A, 30, 30A, 30C, 48                                                     |
| 6  | Göcseji úti ABC                | 11A, 30, 30C, 48                                                                        |
| 7  | Csertán Sándor utca            | 10, 10C, 10Y, 11A, 11Y, 30, 48, C1, C2, C4                                              |
| 8  | Landorhegyi út 20.             | 10, 10Y, 11A, 11Y, 30, 48, C1, C2, C4                                                   |
| 9  | Fiú-diákotthon                 | 10, 10Y, 11A, 11Y, 30, 48, C1, C2, C4                                                   |
| 10 | Landorhegyi ABC                | 10, 10Y, 11A, 11Y, 30, 48, C1, C2, C4                                                   |
| 12 | Platán sor - Gasparich utca    | 10, 10C, 10E, 10Y, 11A, 11Y, 26, 48, C1, C4                                             |
| 13 | Olai bisztró                   | 1, 1A, 1E, 1U, 1Y, 10, 10Y, 11A, 11Y, 24, 48, 69, C1, C4                                |
| 15 | Olai templom (Interspar)       | 1, 1A, 1E, 1U, 1Y, 10, 10C, 10E, 10Y, 11A, 11Y, 24, 26                                  |
| 16 | Zrínyi Gimnázium               | 1, 1A, 1E, 1U, 1Y, 10, 10C, 10Y, 11A, 11Y, 24, 26                                       |
| 19 | Széchenyi tér                  | 1, 1U, 1Y, 3, 3C, 3Y, 5, 5C, 5U, 5Y, 8, 8C, 8E, 9U, 11A, 11Y, 24, 41                    |
| 21 | Gyógyszertár (Kossuth utca)    | 1, 1U, 1Y, 3, 3C, 3Y, 5U, 8, 8C, 8E, 9U, 11A, 11Y, 24, 41                               |
| 23 | Kórház (Zrínyi utca)           | 1, 1U, 1Y, 3, 3Y, 5U, 8, 8E, 9U, 10, 10Y, 11A, 11Y, 41, C1                              |
| 25 | Vasútállomás érkező végállomás | 1, 1U, 1Y, 3, 3Y, 4, 4A, 4E, 4U, 4Y, 5U, 9U, 10, 10Y, 11A, 11Y, 41, C2, C4 Zalaegerszeg |